# اندرو اسکات واو
اندرو اسکات واو (انگلیسی: Andrew Scott Waugh; ۳ فوریهٔ ۱۸۱۰ – ۲۱ فوریهٔ ۱۸۷۸) مهندس، نظامی و جغرافی‌دان اهل پادشاهی متحد بریتانیای کبیر و ایرلند بود. وی همچنین برندهٔ جوایزی همچون همکار انجمن سلطنتی شده‌است.